# The Clodhopper
The Clodhopper er en amerikansk stumfilm fra 1917 af Victor Schertzinger.

## Medvirkende
- Charles Ray som Everett Nelson.
- Charles K. French som Isaac Nelson.
- Margery Wilson som Mary Martin.
- Lydia Knott som Mrs. Nelson.
- Tom Guise som Karl Seligman.